# Forkontumac
Forkontumac (în sârbă Форконтумац) este o insulă fluvială din Serbia, situată pe Dunăre, la est de Belgrad și la nord de insula vecină Čakljanac. Ambele insule reprezintă partea cea mai sudică a orașului Panciova (în sârbocroată Pančevo). Insula Forkontumac are o suprafață de 391,7 hectare. Gura de vărsare a Timișului în Dunăre este situată la nord de insula Forkontumac.

## Nume
Numele insulei este o referire la fosta stație de carantină a orașului, construită la începutul secolului al XVIII-lea. Vechiul termen Kontumaz (în latină Contumacia) a fost folosit ca sinonim pentru carantină. În anul 1813 a poposit aici pentru câteva săptămâni filologul și folcloristul sârb Vuk Karadžić. Numele german Vorkontumaz însemna stația din fața stației. Această stație era situată în apropierea gurii de vărsare a râului Timiș în Dunăre. O schiță a stației Vorkontumaz este înregistrată pe o hartă iozefină de la sfârșitul secolului al XVIII-lea, care este păstrată în prezent în Arhivele Naționale ale Austriei.

## Mediul natural
Peste 50% din suprafața insulei este acoperită cu o pădure densă, care constituie o natură virgină. Insula Forkontumac este, de asemenea, un important habitat al numeroase specii de păsări.

## Stațiunea Bela Stena
În capătul vestic al insulei se află o stațiune de weekend cu aproximativ 400 de căsuțe, care sunt folosite mai ales de locuitorii orașului în timpul verii. Numele acestei stațiuni este Bela Stena și înseamnă piatră albă. Stațiunea este populară încă din anii 1970 datorită unei plaje cu nisip alb. Mii de persoane sosesc aici în zilele călduroase pentru a se scălda în apele Dunării și a face picnic.

## Methanscraper
Arhitectul Marko Dragićević a propus construcția pe insulă a unui „zgârie-nori” înalt de 150 metri (490 ft), pentru gestionarea deșeurilor nereciclabile. Proiectul „gropii de gunoi verticale” a obținut premiul I la concursul eVolo de proiectare de zgârie-nori futuristici din 2019. Clădirea a fost numită Methanscraper.
Turnul de deșeuri, „care seamănă vizual cu mașinăriile din Mad Max”, este conceput ca o construcție verticală cu capsule modulare atașate unui miez din beton. Capsulele sunt umplute cu deșeurile organice care se transformă în timp în metan, ce este extras și depozitat apoi într-o cisternă pentru a fi folosit pentru producerea de energie electrică. Sistemul durabil de reciclare a deșeurilor nu poluează aerul sau apa și elimină necesitatea construirii unor depozite clasice care ocupă mult spațiu.

## Galerie

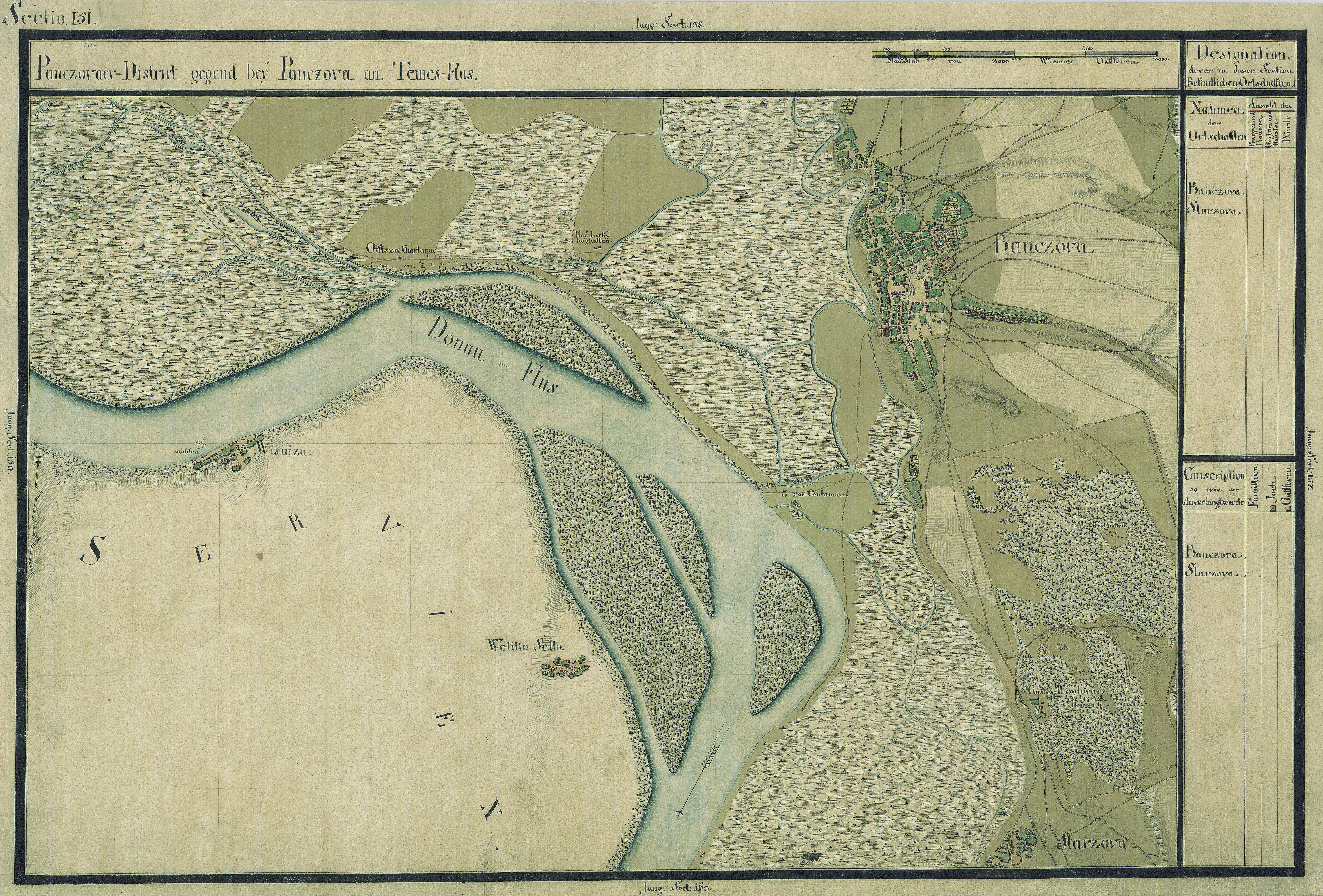
Harta iozefină a zonei
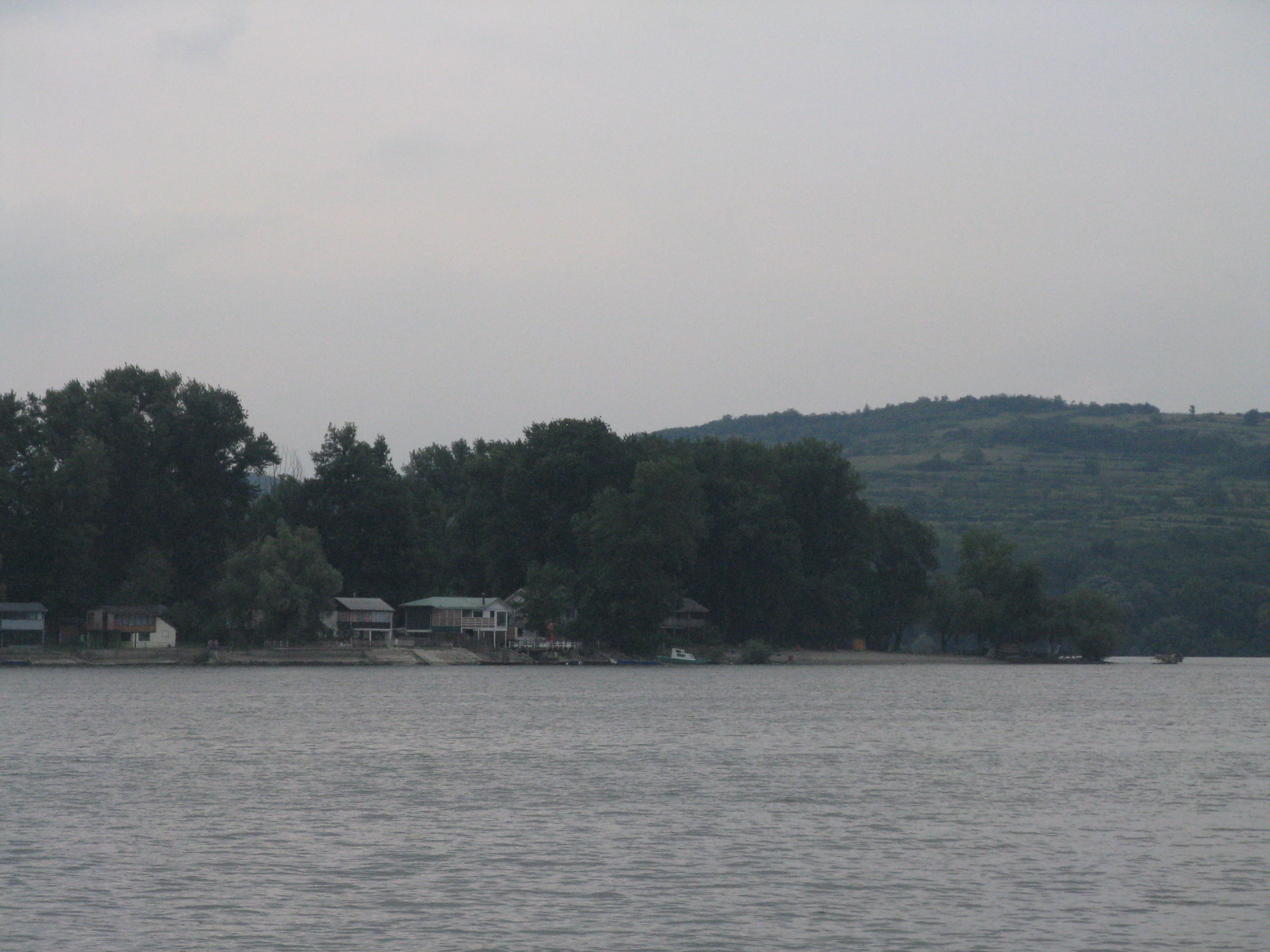
Stațiunea de agrement Bela Stena
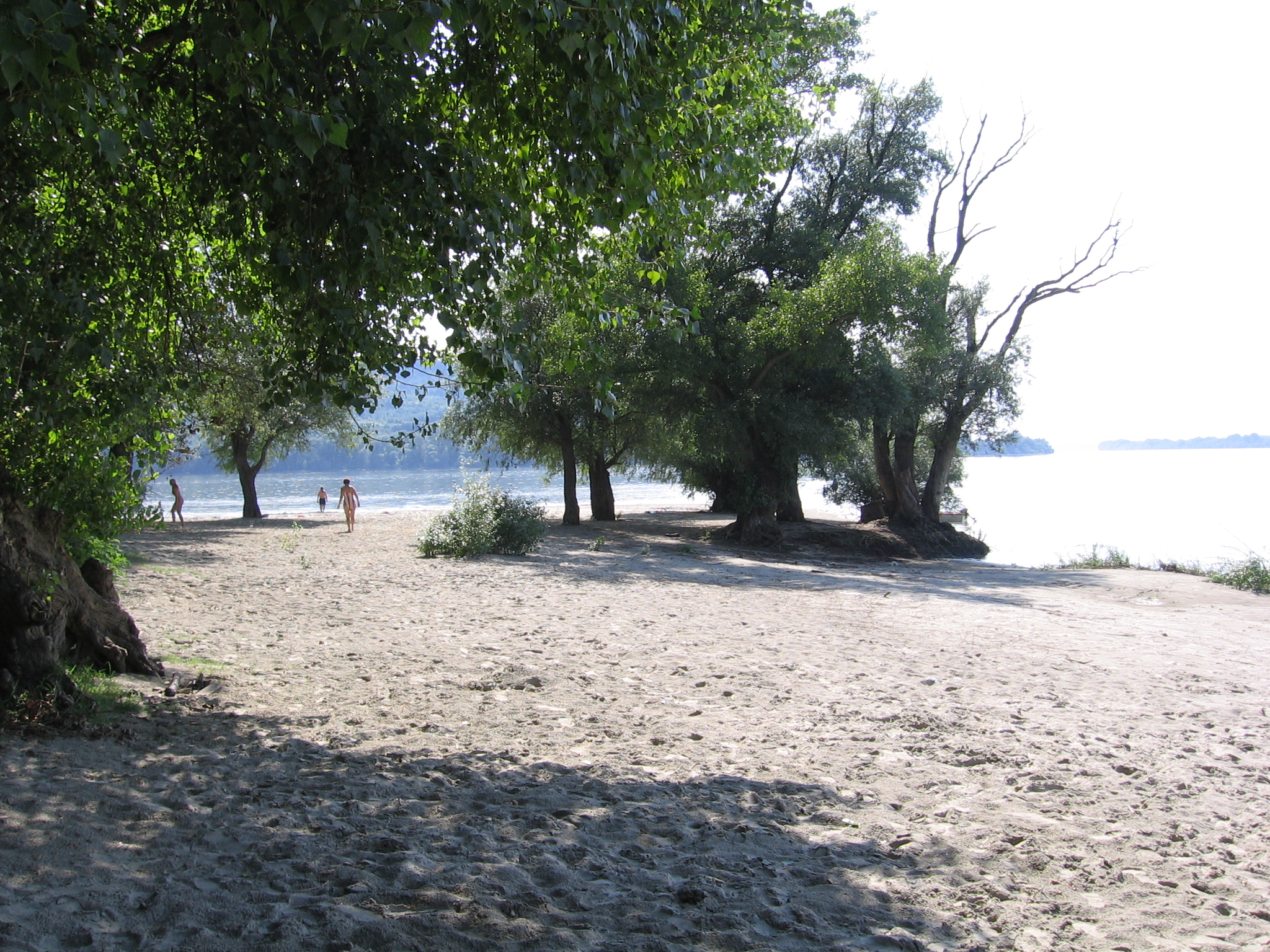
Plaja Bela Stena